# Félix Loustau
Félix Loustau (ur. 25 grudnia 1922 w Avellanedzie, zm. 5 stycznia 2003 tamże) – argentyński piłkarz, należący do grona najwybitniejszych graczy lat 40. (czyli w najlepszym okresie futbolu argentyńskiego).
Loustau uważa się obok Garrinchy i Corbatty za najlepszego dryblera wszech czasów. Z powodu swoich niezwykłych dryblingów i celności podań, określano go mianem Maga lub Czarodzieja futbolu. Niski wzrost i drobna budowa ciała w połączeniu z wąsikiem, czyniły go niezwykle podobnym do słynnego aktora amerykańskiego Charlie Chaplina – stąd często nazywany był Chaplinem. Według Di Stefano i Menottiego do dziś jest niedoścignionym ideałem skrzydłowego.
Po krótkiej grze w Racingu, gdzie bez powodzenia próbowano jego umiejętności na pozycji pomocnika, Loustau w roku 1942 przeszedł do River Plate, gdzie zaczęła się jego prawdziwie wielka kariera. Wraz z takimi piłkarzami jak Juan Carlos Muñoz, José Manuel Moreno, Adolfo Pedernera i Ángel Labruna jako lewy napastnik współtworzył słynny w dziejach atak, zwany La Máquina. W 1947 roku Pedernerę zastąpił Alfredo Di Stéfano. W latach 50. współtworzył w klubie River Plate niewiele gorszą piątkę: Vernazza – Sívori (lub Prado) – Walter Gómez – Labruna – Loustau. U schyłku swej kariery w 1957 roku Loustau przeszedł do klubu Estudiantes La Plata. W lidze zdobył 101 goli, ale uważa się, że swym partnerom z ataku wypracował ich 4–5 razy więcej. Wraz z klubem River Plate ośmiokrotnie został mistrzem Argentyny (1942, 1945, 1947, 1952, 1953, 1955, 1956 oraz 1957). Z reprezentacją Argentyny trzykrotnie wygrał turniej Copa América – w 1945, 1946 i 1947 roku.

## Literatura
- Tomasz Wołek, Encyklopedia piłkarska FUJI: Copa America. Historia mistrzostw Ameryki Południowej 1910–1995, Wydawnictwo GiA, Katowice 1995, ISBN 83-902751-2-0, s. 73–74